# 天主教聖薩爾瓦多總教區
天主教聖薩爾瓦多總教區（拉丁語：Archidioecesis Sancti Salvatoris in America）是薩爾瓦多一個羅馬天主教教省總教區，下轄七個教區。是該國唯一一個總教區。
1842年9月28日自危地馬拉總教區分出，成立教區。1913年2月11日升為總教區。總教區範圍包括聖薩爾瓦多省、庫斯卡特蘭省和拉利伯塔德省。2010年有教友2,273,030人（佔轄區總人口74.0%）、150個堂區、342名司鐸。現任教區總主教為若瑟·類思·埃斯科巴·阿拉斯，輔理主教為額我略·罗萨·查韦斯樞機。
1980年被殺的真福奧斯卡·羅梅羅是總教區第九任總主教。